# Inkerman
Inkerman (in russo Инкерман, in ucraino Інкерман, in tataro di Crimea, İnkerman, in italiano nota anche come Kalamita, desueto) è una città sobborgo di Sebastopoli in Crimea

## Toponomastica
Si dice che Inkerman significhi "grotta fortezza" in turco. Durante l'era sovietica, dal 1976 al 1991, la cittadina era conosciuta come Belokamensk (Белокаменск) in russo e Bilokamiansk (Білокам'янськ) in ucraino, che letteralmente significa "città di pietra bianca", in riferimento alla tenera pietra bianca estratta nella zona e comunemente usata per le costruzioni, ma dal 1992 le è stato restituito il suo nome pre-sovietico d'Inkerman.

## Geografia fisica
Inkerman si trova a sud ovest della penisola di Crimea, in riva al fiume Cernaia, ed alla sua foce, che confluisce appunto nella baia di Sebastopoli.

Fa parte del rajon di Balaklava e si trova a circa cinque chilometri dalla città di Sebastopoli, ed amministrativamente appartiene proprio alla municipalità di Sebastopoli, che è un'unità separata rispetto al resto del territorio della Repubblica di Crimea.

## Storia

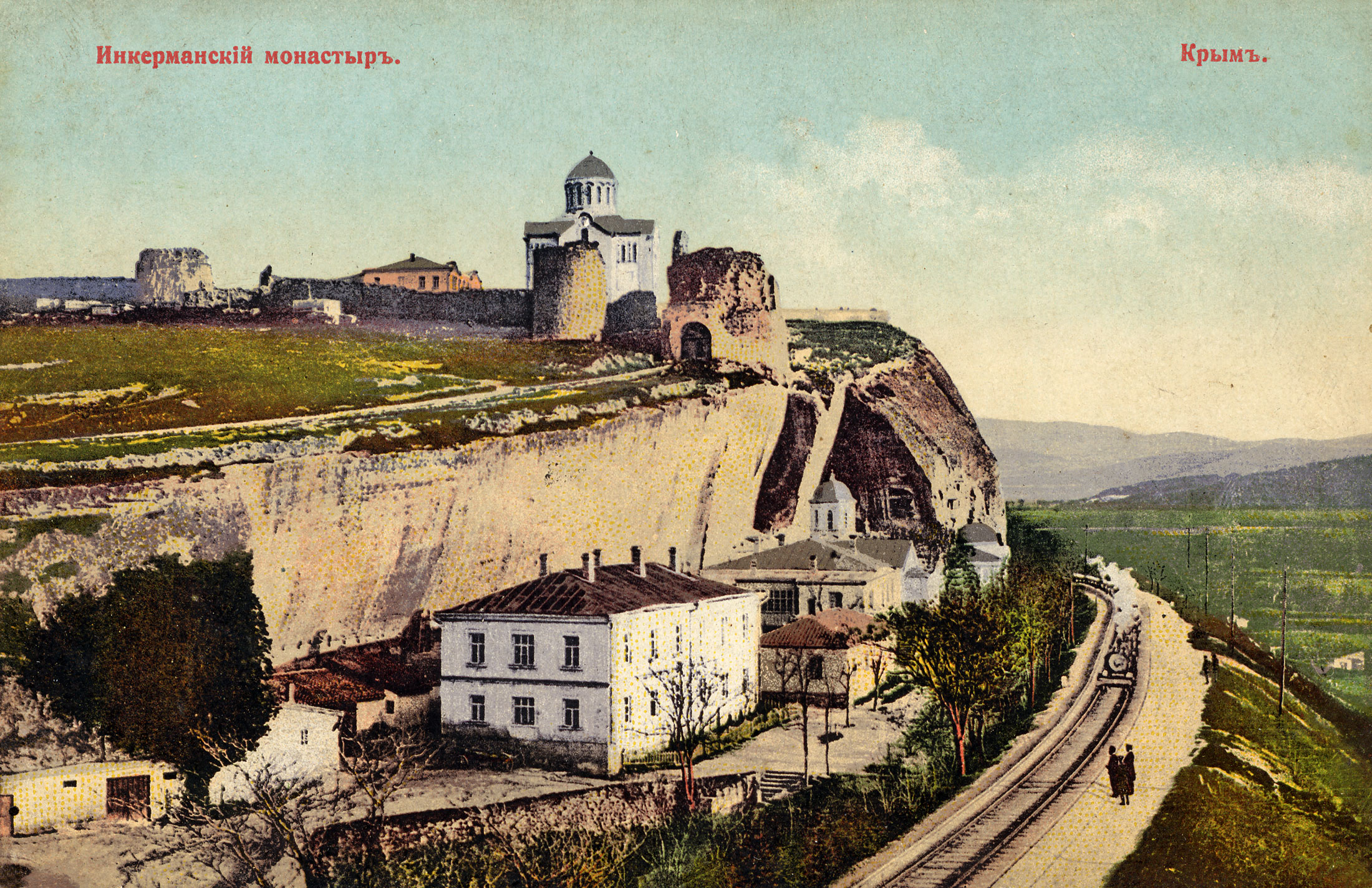
Monastero d'Inkerman verso il 1900

L'area d'Inkerman è stata abitata sin dai tempi antichi, ed una fortezza ch'era nominata Kalamita, è stata costruita nel VI secolo a.C. dai Greci del Ponto Eusino.
Secondo la leggenda, il primo monastero fu ricavato in alcune caverne di roccia da San Clemente, il papa Clemente I, deportato dall'imperatore romano d'Oriente vicino ad Inkerman.
Nell'VIII secolo i veneratori d'icone, che soffrivano la persecuzione dell'iconoclastia in patria, ed erano stati costretti a scappare dall'Impero bizantino, riadattarono le grotte che dominavano la baia di Sebastopoli a monastero ortodosso. Verso il 1850, vi fu costruito un vero e proprio monastero ortodosso, chiuso e distrutto durante il periodo sovietico, che è stato restaurato e restituito all'uso religioso dopo la caduta dell'Unione Sovietica.
Kalamita, una fortezza medievale che ora giace in rovina, fu costruita sull'altopiano di Monastyrskaja Skala (letteralmente «la falesia del monastero»), su una scogliera strategica che domina Inkerman, ed è menzionata al tempo dalle carte marine genovesi dei secoli XV e XV.
La fortezza di Kalamita fu ampliata nel XIV secolo e restaurata dal principe Alessio di Mangup, per difendere il porto del suo principato, che riceveva dai Mongoli e dai Tatari, schiavi, bestiame, cuoio e lana, frutti dei loro attacchi predatori nel principato di Kiev (o Rus' di Kiev), in Polonia e Lituania.
I Genovesi si resero padroni della regione e della fortezza di Kalamita nel XIV secolo e vi stabilirono delle imprese commerciali.
La fortezza fu occupata poi nel XVI secolo dai Turchi che la rinominarono Inkerman, e l'abbandonarono nel corso del XVIII secolo a causa delle incursioni sulla scogliera da parte dei Cosacchi, allorquando la regione fu conquistata dalla Russia, e l'ultima guarnigione turca lasciò la baia d'Inkerman.
Un piccolo insediamento, costituito da un agglomerato urbano ai piedi della falesia d'Inkerman, è rimasto tuttavia anche dopo la presa della Crimea da parte dei Russi.
Durante la Guerra di Crimea, la battaglia d'Inkerman si svolse presso la città omonima il 5 novembre 1854.
I Russi rinchiusi a Sebastopoli tentarono contro le truppe britanniche una sortita, che sfociò in un vero e proprio combattimento.
Dopo i successi iniziali, i russi furono di nuovo ricacciati indietro con l'intervento dei francesi.
Tuttavia, la causa principale della sconfitta dei russi si deve ricercare nella mancanza di cooperazione tra gli ufficiali comandanti, specificamente tra Dannenburg ed Aleksandr Sergeevič Menšikov.
A causa di ordini confusi e contraddittori, venne infatti a mancare un piano d'attacco a tutto campo, dettagliato, pianificato e coordinato, delle divisioni russe dislocate nella gola di Kilenbalka, per una sequenza più o meno casuale di azioni individuali, che risultò incapace di rompere una dopo l'altra le difese alleate.
Come risultato di tale disastro tattico e strategico Menṡikov fu sollevato dal comando delle truppe russe.
Pochi giorni prima, il 23 ottobre, c'era già stata una battaglia tra russi ed inglesi che divenne nota nella storia come la "Piccola Inkerman".
I russi attaccarono la posizione della Seconda Divisione britannica ad Inkerman, ma furono respinti da un pesante fuoco di artiglieria, e nello scontro i russi persero 270 uomini, gl'inglesi 100.

## Luoghi di interesse
- Monastero rupestre di Inkerman

## Popolazione
La popolazione, in maggioranza russofona, s'elevava ad 11.884 abitanti nel 2011. Dai censimenti (*) od estimazioni della popolazione risulta che l'evoluzione demografica è stata costantemente in crescita, seppur lenta:
al censimento sovietico del 1989* = 12.442 abitanti; ai censimenti ucraini del 2005 = 11.052; del 2006 = 11.263; del 2007 = 11.478; del 2008 = 11.673; del 2009 = 11.793; del 2010 = 11.862; del 2011 = 11.884 residenti.